# Финк, Эйжен
Эйжен(с) Финк(с) (Евгений Иванович, латыш. Eižens Finks; 25 июня 1885, Лимбажи — 6 февраля 1958) — латышский и советский фотограф, прорицатель. Его называли латышским Нострадамусом.

## Биография
Родился в цыганской семье. С 1915 по 1922 год работал фотографом в Харькове, затем в Латвии, где открыл собственное фотоателье. После утраты независимости Латвии приговорён советским судом к расстрелу с конфискацией имущества в пользу государства по приговору:
После основания Латв. ССР проводил антисоветскую, пораженческую агитацию и шпионскую деятельность,
но затем расстрел заменили на 8 лет исправительно-трудовых лагерей. В начале лета 1941 года был депортирован из Латвии в Сибирь. В Соликамском лагере работал в медпункте под руководством врача Роберта Хофа. В 1953 году после освобождения вернулся в Латвийскую ССР. Похоронен на Покровском кладбище.

## Предсказания
- Смерть в автокатастрофе министра иностранных дел Латвии Зигфрида Мейеровица.
- Железнодорожная авария с участием поэта И. Северянина[2].
- Смерть от голода Эмилии Беньямин («Вы умрёте от голода на кровати из досок, у вас не будет даже подушки под головой!»)[3].
- Дата собственной смерти[источник не указан 918 дней].
- По мнению журналистов, покушение на премьер-министра Италии Муссолини[источник не указан 918 дней].
- Бегство Красной армии из Риги (из-за чего получил смертный приговор)[источник не указан 918 дней].

## В искусстве
- Рок-опера «Сфинкс» (либретто Мара Залите, композитор Янис Лусенс).
- Игорь Северянин, «Гроза в Герцеговине» (1940).